# Королець брунатний
Королець брунатний (Melanodryas vittata) — вид горобцеподібних птахів родини тоутоваєвих (Petroicidae). Ендемік Тасманії.

## Опис
Довжина птаха становить 16-17 см. Верхня частина тіла сірувато-коричнева або оливково-коричнева. На плечах тонкі білі смуги, на крилах невеликі білі плями. Горло біле, нижня частина тіла блідо-коричнева. Хвіст коричневий, пера на хвості мають білі края. Дзьоб чорний, очі і лапи коричнево-чорні. Виду не притаманний статевий диморфізм.

## Поширення і екологія
Брунатний королець мешкає по всій території Тасманії, а також на кількох островах між Тасманією і Австралією. Мешкає у відкритих евкаліптових лісах і в прибережних пустищах.

## Підвиди
Виділяють два підвиди брунатного корольця:
- M. v. vittata (Quoy & Gaimard, 1830) (Тасманія і острів Фліндерс);
- M. v. kingi (Mathews, 1914) (острів Кінг).

## Розмноження
Сезон розмноження триває з липня по грудень.За сезон може вилупитися один або два виводки. Гніздо невелике, чашоподібної форми, зроблене з м'якої сухої трави і кори. В кладці від двох до чотирьох яєць розміром 22x17 мм, блідо-оливково або блакитнувато-зеленого кольору з темними плямками.